# Diradius pusillus
Diradius pusillus is een insectensoort uit de familie Teratembiidae, die tot de orde webspinners (Embioptera) behoort. De soort komt voor in Brazilië.
Diradius pusillus is voor het eerst wetenschappelijk beschreven door Friederichs in 1934.